# Chefpiet
Chefpiet is een televisiepersonage gespeeld door acteur Don van Dijke, te zien in verscheidene televisieprogramma's rond het thema "Sinterklaas". Het personage is gebaseerd op de mythe van Zwarte Piet.
Ook vertolkte hij de titelsong voor De Club van Sinterklaas.

## Geschiedenis
De meesterchef is vooral bekend uit De Club van Sinterklaas. Hierin had hij een grote rol in 1999 en een iets kleinere rol in 2001 en 2002. Na deze jaargangen verdween hij om onbekende redenen uit de serie.
Tijdens De Club van Sinterklaas was de kokkerellende Chef altijd de rechterhand van de Wegwijspiet (acteur: Michiel Kerbosch), hoewel hij vaak zijn eigen mening liet horen, wat ze tot een geliefd duo maakte dat voor de komische noot zorgde. De serie uit 1999 draaide dan ook alleen maar om hen. Chefpiet was eerst de kok van Sinterklaas, maar besloot in 1999 om de kokende hulp te worden in het nieuw geopende restaurantje van Wegwijspiet, genaamd Pedro's Paella Palacio.
In 2005 beleefde Chefpiet zijn terugkeer; hij kwam terug om Wegwijspiet te helpen met zijn pensioenangst. Hierna keerde Wegwijs permanent terug naar zijn Paellarestaurantje, dat hij anno 2005 samen runt met zijn vrouw Rosita (actrice: Trudy Kerbosch). Mede hierdoor vond Chef het welletjes geweest, en keerde terug naar de keuken van de Sint. Zijn verdere avonturen zijn te volgen vanaf zijn filmdebuut Sinterklaas & Pakjesboot 13.

## Televisieseries en films met Chefpiet
Chefpiet was te zien bij de Publieke Omroep (TROS), RTL 4 (Telekids), Fox Kids (De Club van Sinterklaas).

### Series
- De Club van Sinterklaas (1999, 2001-2002, 2005)
- Pittige Pepernoten (1997)

### Films
- Sinterklaas & Pakjesboot 13 (2006)

### Programma's
- Hallo, Met Sinterklaas...

### Videoclips
1. "Schoenen"
2. "De club van Sinterklaas"

## Discografie
1. "De club van Sinterklaas"
2. "Schoenen"